# アンドレ＝フランク・ザンボ・アンギサ
アンドレ＝フランク・ザンボ・アンギサ（André-Frank Zambo Anguissa 、1995年11月16日 - ）は、カメルーン・ヤウンデ出身のプロサッカー選手。SSCナポリ所属。カメルーン代表。ポジションはMF。

## 経歴

### クラブ
スタッド・ランスのユースチームで育成され、2015年にオリンピック・マルセイユに移籍。加入当初はリザーブチームでのプレーが中心と見られたが、マルセロ・ビエルサ監督によってトップチームに引き上げられると、そのビエルサは2週間後に辞任してしまうが、後任のルディ・ガルシアがアンギサをチームのレギュラーとして起用することを決めた。同年9月17日のUEFAヨーロッパリーグ・FCフローニンゲン戦でトップチームデビュー。3日後のオリンピック・リヨン戦でリーグ・アンデビュー。
2018年8月9日、フラムFCと5年契約を結んだ。
2019年7月26日、ビジャレアルCFへ買取オプション付きのレンタル移籍。
2021年8月31日、SSCナポリへレンタル移籍。

### 代表
2017年3月に開催されたチュニジアとの親善試合でカメルーン代表デビュー。

## 代表歴

### 出場大会
- カメルーン代表
  - 2022 FIFAワールドカップ

### 試合数
- 国際Aマッチ 51試合 5得点（2017年-）[8]

| カメルーン代表 | 国際Aマッチ | 国際Aマッチ |
| 年             | 出場        | 得点        |
| -------------- | ----------- | ----------- |
| 2017           | 11          | 2           |
| 2018           | 4           | 0           |
| 2019           | 9           | 0           |
| 2020           | 2           | 1           |
| 2021           | 9           | 2           |
| 2022           | 11          | 0           |
| 2023           | 5           | 0           |
| 2024           |             |             |
| 通算           | 51          | 5           |

### 得点
| #  | 開催日         | 会場                       | 対戦国         | スコア | 結果 | 試合概要                             |
| -- | -------------- | -------------------------- | -------------- | ------ | ---- | ------------------------------------ |
| 1. | 2017年6月22日  | サンクトペテルブルク       | オーストラリア | 1–0    | 1–1  | FIFAコンフェデレーションズカップ2017 |
| 2. | 2017年11月11日 | ンドラ                     | ザンビア       | 1–1    | 2–2  | 2018 FIFAワールドカップ予選          |
| 3  | 2020年11月12日 | ドゥアラ                   | モザンビーク   | 3–0    | 4–1  | アフリカネイションズカップ2021予選   |
| 4  | 2021年6月4日   | ウィーナー・ノイシュタット | ナイジェリア   | 1–0    | 1–0  | 親善試合                             |
| 5  | 2021年11月13日 | ヨハネスブルグ             | マラウイ       | 2–0    | 4–0  | 2022 FIFAワールドカップ予選          |

## タイトル
ナポリ
- セリエA：2022-23